# 7. Budapesti Nemzetközi Cirkuszfesztivál
A 7. Budapesti Nemzetközi Cirkuszfesztivál (angolul: 7th International Circus Festival of Budapest) 2008. január 24. és 28. között került megrendezésre Budapesten, a Fővárosi Nagycirkuszban. Az „A” műsorra január 24-én és 27-én, a „B” műsorra január 25-én és 26-án került sor. A gála műsort január 28-án tartották.
A hagyomány szerint a Fesztivál Plusssz című műsor követte, amely 2008. február 2-től március 24-ig között volt látható a Fővárosi Nagycirkuszban.

## A fesztivál általában

### Műsora
A másfél évtizedes hagyománynak megfelelően, tizennégy ország 80 artistaművésze ezúttal is két műsorban, három-három előadásban léptek a közönség és a zsűri elé. Az eseménysort a zárónapi gálaelőadás zárta.

### Szervezők, rendezők
- Varjasi László – ügyvezető igazgató
- Kristóf István – művészeti vezető
- Kristóf Krisztián – fesztiváligazgató, rendező
- Maka Attila – zenei vezető, karmester
- Lantos Balázs – hangmérnök
- Kiss András – világítás

## A verseny
Először fordult elő, hogy egy duó, egy műsorszámban kettő, egymástól különálló produkciót adott elő. A versenyző(k) neve SlavInna volt, utalva az előadók nevére, azaz Slav és Inna. Egyben Slav mutatta be a fesztivál első szabadlétra produkcióját.
Françoise Rochais volt a verseny második női zsonglőrre. Számának érdekessége hogy, saját szaxofonosa a porondon állva kísérte, valamint a produkció közepén ruhát cserélt. Françoise eddig az egyetlen nő, aki hét buzogánnyal zsonglőrködött a fesztiválon.
A White Crow, az egyetlen trió, aki 3 különböző országot képviselt. A csoport női tagja, egyetlen a világon, aki három fajta triplaszaltót tud. Mind hármat sikeresen bemutatta.
Philipp Tigris (művésznevén Tigris) volt a verseny első férfi hulahopposa.
Eredetileg a kanadai Julie Lavergne is részt vett volna, de végül a fesztivál előtt visszalépett a szerepléstől. Az ún. Cyr wheel produkcióját a fellépési sorrendben a negyedikként adta volna elő az „A” műsorban, ahol így csak tizennégy szám szerepelt.

## A zsűri tagjai
A tradíciók szerint, a nemzetközi, szakmai zsűri értékelte a versenyzők produkcióját, műsorát. A versenybíróság tagjai a világ jelentős cirkuszainak és varietéinek vezetői.
- Franz Czeisler – a zsűri elnöke, a Tihany Cirkusz alapítója és igazgatója (USA)
- Xia Juhua – a Wuhani Állami Cirkusz művészeti vezetője (Kína)
- Nicole Feld – a Feld Entertainment Co. elnökhelyettese (USA)
- Tatyana Bondarchuk – a Minszki Cirkusz igazgatója és a Belarusz Köztársaság Érdemes művésze (Fehéroroszország)
- Egidio Palmiri – az Olasz Cirkuszigazgatók Szövetségének elnöke (Olaszország)
- Paul Binder – a Big Apple Circus alapítója és igazgatója (USA)
- Viktor Kee – az „ART VISION Entertainment” alapítója, koreográfusa és igazgatója
- David Larible – világhírű bohóc (Olaszország)
- Julio Revollendo Cárdenes – cirkusztörténész (Mexikó)
- Losonczi György – Jászai és Hortobágyi Károly díjas artistaművész (Magyarország)

## A fesztiválon fellépő művészek

### „A” műsor
Az „A” műsort február 24-én, csütörtökön 19 órakor és január 27-én, vasárnap 11 és 15 órakor mutatták be a Fővárosi Nagycirkuszban. Az előadás 2 órás volt, egy 15 perces szünettel. A nemzetközi, szakmai zsűri szavazatai alapján a legjobbak jutottak tovább a gálaműsorba. 14 produkciót nézett meg a zsűri.
A műsort hagyományosan a Baros Imre Artista Iskola növendékei nyitották meg, majd a parádén felvonultak a versenyzők.
| #  | Előadó                       | Szám                     | Ország                             | Eredmény     |
| -- | ---------------------------- | ------------------------ | ---------------------------------- | ------------ |
| 01 | Anastasia Fedotova           | magasiskola              | Oroszország – Safari Cirkusz       |              |
| 02 | I Baccala                    | bohócok                  | Olaszország                        |              |
| 03 | Artemiev's                   | légtornászok             | Oroszország – Nikulin Cirkusz      |              |
| 04 | Rob Torres                   | komikus                  | USA                                | Továbbjutott |
| 05 | Duo Ssens                    | trapéz                   | Kanada                             |              |
| 06 | I Baccala                    | bohócok                  | Olaszország                        |              |
| 07 | Shan'Xi Akrobats             | akrobata csoport         | Kína                               |              |
| 08 | Zvereva csoport              | gumiasztal akrobaták     | Oroszország – Orosz Állami Cirkusz |              |
| 09 | Glen Nicolodi                | kézegyensúlyozó kutyával | Olaszország                        | Továbbjutott |
| 10 | I Baccala                    | bohócok a trapézon       | Olaszország                        |              |
| 11 | SlavInna                     | szabadlétra és tissue    | Ukrajna                            |              |
| 12 | Francoise Rochais            | zsonglőr                 | Franciaország                      |              |
| 13 | Duo Deltai – István és Gábor | kézegyensúlyozók         | Magyarország                       |              |
| 14 | White Crow                   | rúddobó akrobaták        | Svájc, Kanada és Ukrajna           | Továbbjutott |

A műsort hagyományosan a finálé zárta, ahol a fellépő művészek még egyszer felvonultak.

### „B” műsor
A „B” műsort január 25-én, pénteken 19 órakor és január 26-án, szombaton 15 és 19 órakor mutatták be a Fővárosi Nagycirkuszban. Az előadás 2 órás volt, egy 15 perces szünettel. A nemzetközi, szakmai zsűri szavazatai alapján a legjobbak jutottak tovább a gálaműsorba. 15 produkciót nézett meg a zsűri.
A műsort hagyományosan a Baros Imre Artista Iskola növendékei nyitották meg, majd a parádén felvonultak a versenyzők.
| #  | Előadó                  | Szám                        | Ország                                                  | Eredmény     |
| -- | ----------------------- | --------------------------- | ------------------------------------------------------- | ------------ |
| 01 | Trio Cube Aerien        | levegő trió keretben        | Kanada                                                  |              |
| 02 | Starikov és Kotov       | bohócok                     | Oroszország – Moszkvai Nagycirkusz                      |              |
| 03 | Tigris                  | hula-hopp                   | Németország                                             |              |
| 04 | Alisa Nesterova         | kutya szám                  | Oroszország – Safari Cirkusz                            |              |
| 05 | Tr'espace               | diaboló                     | Svájc – „Art Vision Production”                         |              |
| 06 | Starikov és Kotov       | bohócok                     | Oroszország – Moszkvai Nagycirkusz                      |              |
| 07 | Dima Shine              | kézegyensúlyozó             | Ukrajna – „Art Vision Production” és Viktor Kee kreáció | Továbbjutott |
| 08 | Flying Spiders          | levegő csoport              | Kína                                                    | Továbbjutott |
| 09 | Mr. & Mrs. Dittmar      | vígjáték XXL                | Magyarország                                            | Továbbjutott |
| 10 | Svetlana Belova         | hajlékony akrobata          | Oroszország                                             |              |
| 11 | Shaman                  | zsonglőr                    | Oroszország – Nikulin Cirkusz                           | Továbbjutott |
| 12 | Peking Akrobata Csoport | rola-bola                   | Kína                                                    | Továbbjutott |
| 13 | Starikov és Kotov       | bohócok                     | Oroszország – Moszkvai Nagycirkusz                      |              |
| 14 | Maria Efremkina         | líra a kupolában            | Oroszország – Nikulin Cirkusz                           |              |
| 15 | Narkevich               | ugródeszka akrobata csoport | Fehéroroszország – Minszk Állami Cirkusz                | Továbbjutott |

A műsort hagyományosan a finálé zárta, ahol a fellépő művészek még egyszer felvonultak.

### Magyar gála
A Magyar gálát (magyar artisták bemutatója) január 26-án, szombaton 10 órakor mutatták be a Fővárosi Nagycirkuszban.
| # | Előadó                         | Szám                        |
| - | ------------------------------ | --------------------------- |
|   | 7 magyar                       | ugródeszka-akrobaták        |
|   | Zsilák Olivér és Laido Dittmár | zsonglőrök                  |
|   | Lui Nereus                     | komikus                     |
|   | Szilvi & Ági                   | trapéz duó                  |
|   | Rolling Wheel's                | akrobaták a gördülő keréken |
|   | Vivien & Robi                  | tissue                      |

### Gálaműsor
A gálaműsort január 28-án, hétfőn 15 órakor mutatták be a Fővárosi Nagycirkuszban. Az előadás 2 és fél órás volt, egy 15 perces szünettel. A mezőnyt az „A” műsor és „B” műsor továbbjutói alkották.
| # | Előadó                  | Szám                     | Ország                        | Helyezés | Díj           |
| - | ----------------------- | ------------------------ | ----------------------------- | -------- | ------------- |
|   | Rob Torres              | komikus                  | USA                           | 3.       | Bronz fokozat |
|   | Glen Nicolodi           | kézegyensúlyozó kutyával | Olaszország                   | 3.       | Bronz fokozat |
|   | Flying Spiders          | levegő csoport           | Kína                          | 3.       | Bronz fokozat |
|   | Mr. és Mrs. Dittmar     | vígjáték XXL             | Magyarország                  | 3.       | Bronz fokozat |
|   | Dima Shine              | kézegyensúlyozó          | Ukrajna                       | 2.       | Ezüst fokozat |
|   | Shaman                  | zsonglőr                 | Oroszország – Nikulin Cirkusz | 4.       | Európa-díj    |
|   | Peking Akrobata Csoport | rola-bola                | Kína                          | 1.       | Arany fokozat |
|   | Narkevich               | ugródeszka csoport       | Fehéroroszország              | 2.       | Ezüst fokozat |
|   | White Crow              | rúddobó akrobaták        | Svájc, Kanada és Ukrajna      | 2.       | Ezüst fokozat |

A műsort hagyományosan a finálé zárta, majd átadták a Pireot-díjakat.

## A fesztivál győztesei
| Díj           | Elnyerte                | Ország                 | Szám                      |
| ------------- | ----------------------- | ---------------------- | ------------------------- |
| Arany fokozat | Peking Akrobata Csoport | Kína                   | rola-bola                 |
| Ezüst fokozat | Dima Shine              | Ukrajna                | kézegyensúlyozó           |
| Ezüst fokozat | White Crow              | Kanada, Svájc, Ukrajna | rúddobó akrobaták         |
| Ezüst fokozat | Narkevich               | Fehéroroszország       | ugródeszka csoport        |
| Bronz fokozat | Rob Torres              | USA                    | komikus                   |
| Bronz fokozat | Flying Spiders          | Kína                   | levegő csoport            |
| Bronz fokozat | Glen Nicolodi           | Olaszország            | kézegyensúlyozás kutyával |
| Bronz fokozat | Mr. és Mrs. Dittmar     | Magyarország           | vígjáték XXL              |

Az Origo méltatása a győztes, Peking Akrobata Csoport produkciójáról:

| „ | A Pekingi Akrobata Csoport viszont vérprofi, hibátlanul viszik véghez produkciójukat: egymásra kapaszkodva, szoborszerű pózokba merevedve egyensúlyoznak a magasban görgőiken, hihetetlen koncentrációs képességről és ügyességről tanúbizonyosságot téve. A közönség álló vastapssal jutalmazza a tökéletes műsorszámot, s talán nem véletlen, hogy a nemzetközi szakértőkből álló zsűri a pekingi gárdának adja a fesztivál arany fokozatát. Szinte megállt a levegő a nézőtéren, mikor a pekingi csapat produkciója tetőzött. | ” |
|   | |   |

A nemzetközi szakértőkből álló zsűri eredetileg két ezüst fokozatot akart adni, de a kiemelkedő produkciók miatt hármat osztott: a White Crow nemzetközi rúddobó akrobatacsoportnak, a Fehéroroszországból érkező Narkevich ugródeszka akrobatacsoportnak és az ukrajnai Dima Shine kézegyensúlyozónak.
A magyar Mr. és Mrs. Dittmar vígjátékával bronz fokozatot nyert. Akárcsak az amerikai Rob Torres komikus, az olasz Glen Nikolodi kézegyensúlyozó és a Flying Spiders nevű kínai csoport.
Az Európa díjat a Shaman művésznevű oroszországi zsonglőr érdemelte ki. A legjobb magyar artistának járó különdíjat a Duo Deltai - Deltai István és Deltai Gábor - kézegyensúlyozó páros kapta. A legjobb külföldi artistának járó különdíjat az orosz, Zvereva Csoport nevű gumiasztal akrobata csoport kapta.
Az eredményeket már vasárnap közölték a művészekkel, de a hétfő esti gálán ünnepélyes keretek között is bejelentik a helyezéseket és átadják a díjakat.

## Különdíjasok
| Különdíj                 | Elnyerte        | Szám                 | Ország       |
| ------------------------ | --------------- | -------------------- | ------------ |
| Európa-díj               | Shaman          | zsonglőr             | Oroszország  |
| Legjobb külföldi artista | Zvereva csoport | gumiasztal akrobaták | Oroszország  |
| Legjobb magyar artista   | Duo Deltai      | kézegyensúlyozók     | Magyarország |

## A fesztivál televízió felvétele
A fesztivál teljes műsorát a Duna Televízió felvette és négy részben levetítette. A felvétek 2 lemezes DVD-n megvásárolhatók a Fővárosi Nagycirkusz ajándékboltjában.
| - 1. rész | - 2. rész | - 3. rész | - 4. rész |

A Duna TV eredeti felvételeit, a kínai CCTV-3 televíziós csatorna is műsorára tűzte.